# Ногароле-Вічентіно
Ногароле-Вічентіно, Ноґароле-Вічентіно (італ. Nogarole Vicentino, вен. Nogarołe Vixentin) — муніципалітет в Італії, у регіоні Венето, провінція Віченца.
Ногароле-Вічентіно розташоване на відстані близько 420 км на північ від Рима, 85 км на захід від Венеції, 21 км на захід від Віченци.
Населення — 1151 особа (2014).

## Демографія
Населення за роками:

Станом на 1 січня 2023 року в муніципалітеті офіційно проживало 19 іноземців з 8 країн, серед них 5 громадян країн Євросоюзу та 5 громадян України.

## Сусідні муніципалітети
- Альтіссімо
- Арциньяно
- Брольяно
- К'ямпо
- Сан-П'єтро-Муссоліно
- Триссіно